# Boaz (Wisconsin)
Pour les articles homonymes, voir Boaz (homonymie).
Boaz est un village du comté de Richland, dans l'État du Wisconsin, aux États-Unis. En 2020, il comptait une population de 129 habitants.